# Provincie 24 spišských měst
Provincie 24 spišských měst byl samosprávný celek spišských měst v letech 1344-1412.
Vznikl ze Společenství spišských Sasů, kterým uherský král Štěpán V. Uherský udělil v roce 1271 rozsáhlá privilegia, vlastní samosprávu se sídlem v Levoči, soudnictví apod.
Územní rozsah Společenství se postupem času měnil, původně do něj patřila i Levoča a Kežmarok, v roce 1344 se již v historických záznamech připomíná jako Gilda (Svaz) 24 spišských měst, do které patřily: Spišská Nová Ves, Spišské Vlachy, Spišské Podhradie, Poprad, Veľká, Spišská Sobota, Stráže pod Tatrami, Matejovce, Spišská Belá, Vrbov, Ľubica, Ruskinovce, Tvarožná, Spišský Štvrtok, Iliašovce, Žakovce, Hrabušice, Kurimany, Mlynica, Veľký Slavkov, Odorín, Harichovce, Bystrany a Vlkovce.
Provincie se řídila zvláštním spišským právem (Zipser Wilkür), města byla vyňata z pravomoci Spišské župy. Provincie se v roce 1412 v důsledku spišské zástavy rozpadla na Provincii 11 spišských měst a Provincii 13 spišských měst.